# Paris Université Club (Eishockey)
Die Eishockeyabteilung des französischen Sportvereins Paris Université Club aus Paris gehörte in den 1950er Jahren zu den erfolgreichsten Mannschaften des Landes.  

## Geschichte
Die Eishockeyabteilung des Paris Université Club nahm in der Saison 1948/49 erstmals am Spielbetrieb der höchsten französischen Eishockeyspielklasse teil. Größter Erfolg in der Vereinsgeschichte war der Gewinn des französischen Meistertitels in der Saison 1952/53. Zuletzt nahm die Mannschaft in der Saison 1954/55 am Spielbetrieb der höchsten französischen Eishockeyspielklasse teil. Anschließend wurde die Eishockeyabteilung des Paris Université Club aufgelöst.